# Coronas reales de Silla
Se conoce como coronas reales de Silla al conjunto de coronas datadas entre los siglos V y VII que se cree que pertenecieron a los reyes del antiguo reino coreano de Silla. Se caracterizan por sus elaborados diseños, por estar la mayoría de ellas hechas de oro y por ser diferentes a las coronas reales de los otros reinos que se encontraban en la Península coreana. Actualmente, están consideradas Tesoros Nacionales de Corea del Sur.

## Contexto histórico

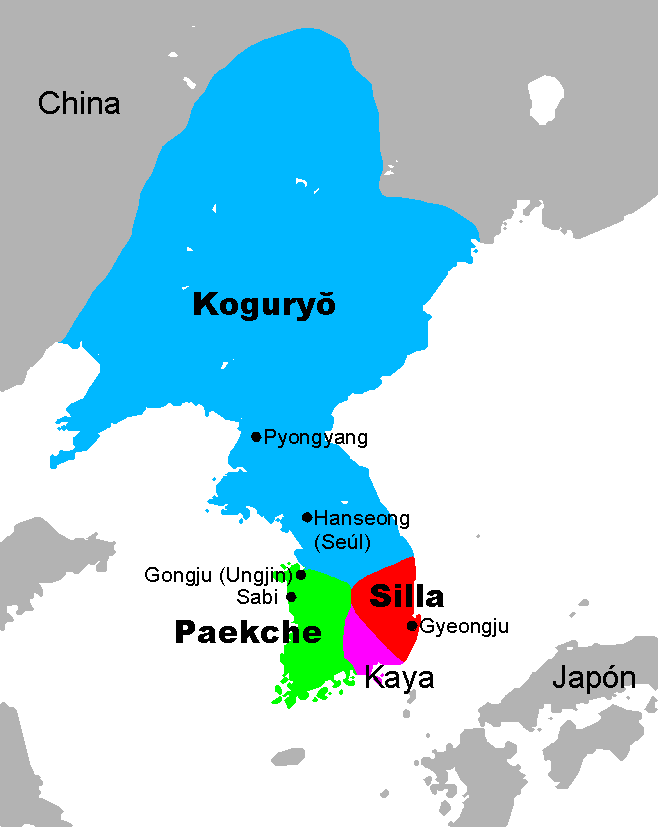
Mapa de los Tres Reinos de Corea

Las coronas se encontraron en la zona donde se hallaba la antigua capital del Reino de Silla (57 a. C. - 935 d. C.), Geumseong (金城) y donde ahora se levanta la actual ciudad de Gyeongju. En el momento en el que se construyeron las coronas (siglos V-VII), Corea se encontraba en el denominado periodo de los Tres Reinos (57 a. C. – 668). Tal y como indica el nombre, la Península de Corea se encontraba dividida en tres reinos principales: Goguryeo (高句麗), Baekje (百濟) y Silla (新羅), aunque también existía una confederación autónoma conocida como Gaya (伽倻). Aunque el origen de estos reinos es objeto de debate entre los expertos en esta materia, se dice que hablaban lenguas similares y que compartían una cultura común. No obstante, también presentaban importantes diferencias entre sí. Durante cientos de años, estos reinos mantuvieron una existencia independiente y lucharon entre sí, contra las dinastías chinas de ese momento y posiblemente contra las entidades políticas del Japón Antiguo, pero también mantuvieron relaciones comerciales e incluso diplomáticas. Finalmente, el Reino de Silla, con ayuda de los Tang de China, se impuso a los demás reinos y consiguió unificar la península en el año 668, dando inicio al periodo que se conoce como Silla Unificada (669-935).
Desde el punto de vista cultural, el hecho de que Corea estuviera divida durante tanto tiempo hizo que cada territorio desarrollara sus particularidades culturales. En este sentido, destacan las pinturas murales de las tumbas de Goguryeo, la enorme presencia de materiales de hierro en los yacimientos de la Confederación de Gaya y las coronas reales de Silla, entre otros patrimonios culturales.

## Las coronas reales
Las coronas reales, que datan de entre los siglos V-VII, se encontraron en los yacimientos arqueológicos de los alrededores de Gyeongju. Todas provienen de tumbas en forma de montículos que se cree que pertenecieron a la clase real de esta época. La mayoría de estas coronas son de oro, aunque también se encontraron de plata.
El primer descubrimiento de estas coronas se realizó en 1921 cuando un policía vio a niños cavando cuentas de vidrio en un montón de tierra cerca de un sitio de construcción en el sur de Gyeongju. Ese montón de tierra resultó ser un enterramiento.
Existen tres tipos distintos de coronas: la de tres puntas (daegwan), la de forma cónica (mogwan) y la de cuernos. Los tres tipos tienen un diseño y elaboración muy complicada, que da testimonio de la habilidad de los orfebres del periodo de los Tres Reinos de Corea.
Además de las coronas, en los yacimientos también se han encontrado pendientes, cinturones y zapatos ricamente decorados y de buena manufactura.

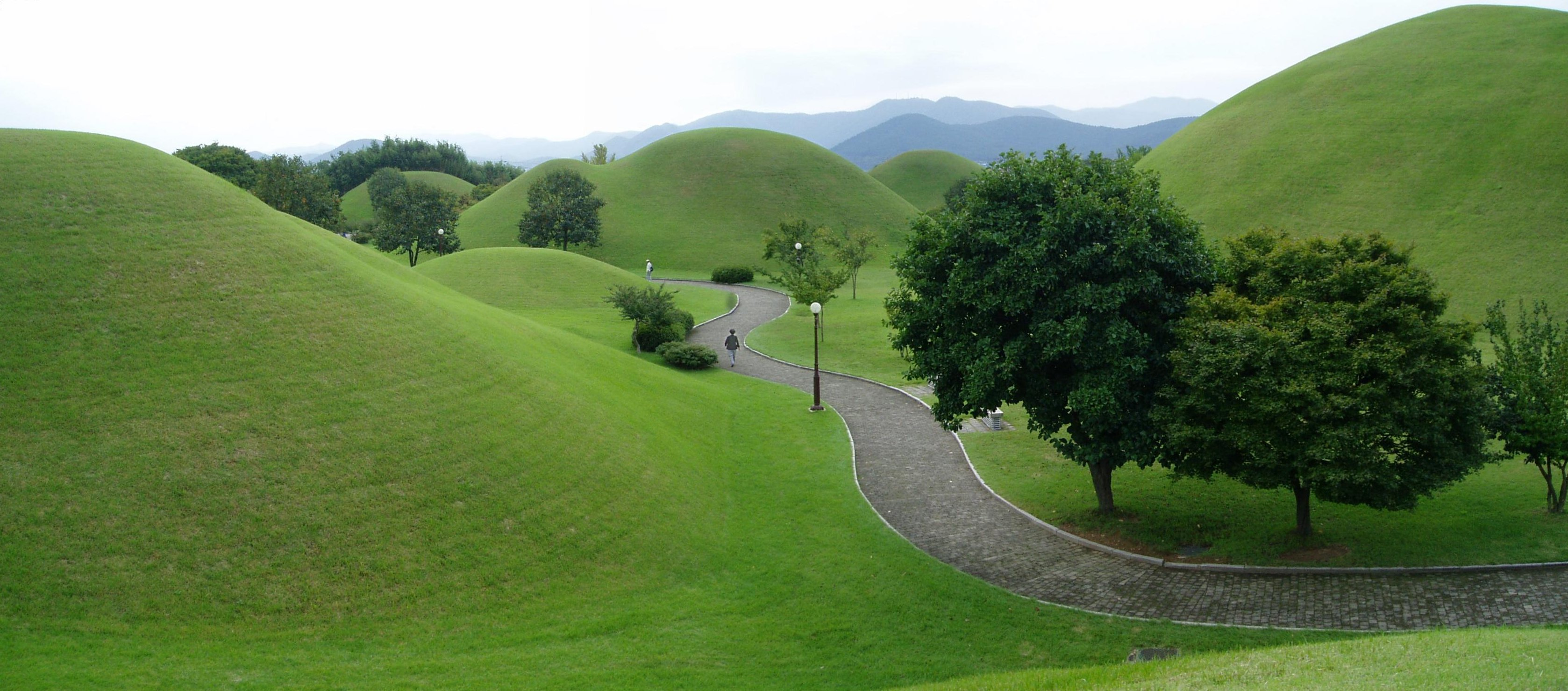
Tumbas en forma de montículo de tierra características de Gyeongju

Las coronas se pueden encontrar en los Museos Nacionales de Corea.

## Posibles funciones y controversia
La época en la que se elaboraron estos objetos de oro es un periodo que todavía resulta muy desconocido a los expertos. Los documentos históricos procedentes del Reino de Silla son muy escasos (la primera inscripción del Reino de Silla se encontró en una piedra y se cree que data del año 441 o 501, aunque es posible que los caracteres chinos llegaran siglos antes), por lo que las fuentes más importantes de conocimiento sobre esta época son los restos arqueológicos y las fuentes chinas de ese momento, las cuales habitualmente mantienen una perspectiva sino-céntrica. Por ese motivo, es realmente difícil saber las funciones que tuvieron esas coronas. Afortunadamente, las tumbas de la aristocracia de Silla están mucho mejor conservadas que la de los otros reinos y queda todavía el 80% de ellas por excavar, por lo que darán más pistas en el futuro. En parte, su estado de conservación se debe a que las tumbas de Silla se encuentran enterradas en montículos sin entradas, como no pasaba en las cámaras funerarias de las tumbas Tang y de Goguryeo, que fueron saqueadas en su mayoría por tener entradas a la cámara funeraria.

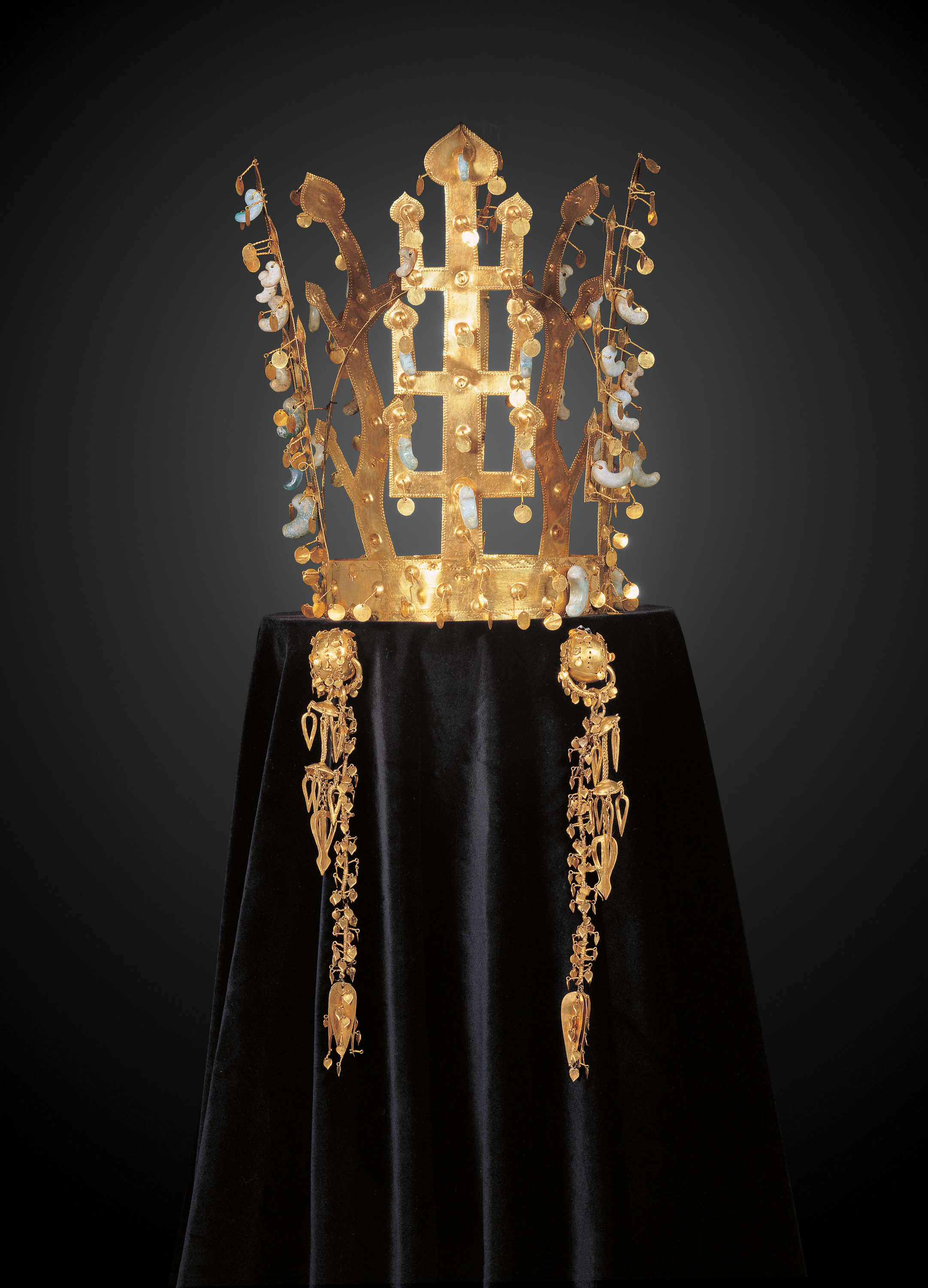
Corona real de Silla que se encuentra expuesta en el Museo Nacional de Gyeongju

Uno de los debates sobre su uso se centra en si los reyes llevaban estos mismos objetos reales en vida o si tenían un carácter exclusivamente funerario. También se discute sobre si los tres tipos de coronas encontrados se llevaban puestos a la vez o si se llevaban por separado. No se puede confirmar a ciencia cierta si las coronas de oro eran de uso exclusivo por parte de la realeza. Por ejemplo, se cree que hay más coronas que los reyes que se considera tradicionalmente que gobernaron en este periodo. Además, las pinturas murales de las tumbas de la Dinastía Tang de China, que son de esa época precisamente, muestran a enviados diplomáticos del Reino de Silla llevando adornos en la cabeza muy similares a las coronas encontradas. Esto hace pensar que los objetos que se creían que eran prerrogativa exclusiva de la realeza, pudieron haber sido portados por la aristocracia de Silla también.
El origen de estos ornamentos tan elaborados muestra conexiones muy probables entre pueblos tan distantes como los pueblos escitas de Asia Central o de los bactrianos de la región de Afganistán. Se han hallado coronas del siglo I d. C. muy similares en Afganistán y al norte del Mar Caspio. También se han encontrado motivos ornamentales muy similares de entre los siglos III y V en regiones como Liaoning y Mongolia Interior en China.
Todas estas similitudes podrían sugerir que estos adornos, así como las creencias relacionadas con ellos, podrían haber viajado desde Asia Central hasta el Reino de Silla a través de una primitiva Ruta de la Seda, aunque sin un nivel de intercambios comerciales tan elevado como se suele pensar al hablar de esta ruta. Por otra parte, podría ser más bien una migración de pueblos de las regiones asiáticas antes mencionadas y de pueblos siberianos que se expandieron en masa hacia Corea. Algunos lingüistas clasifican al idioma coreano como lengua altaica lo que apoyaría esta teoría. En cualquier caso, en las tumbas reales de Silla se encontraron hasta vidrios que se cree que proceden del Imperio Romano, lo que da prueba que Silla mantuvo contactos, aunque fuera indirectos, con civilizaciones totalmente lejanas. Además, cabe mencionar que en los otros reinos coreanos no se encontraron coronas similares, lo que sugiere que el Reino de Silla podría mantener relaciones comerciales de forma más intensa de lo que se pensaba. Tradicionalmente se consideraba que los reinos de Goguryeo y de Silla tenían un carácter más belicoso, mientras que Baekje mantenía más contactos con Japón.

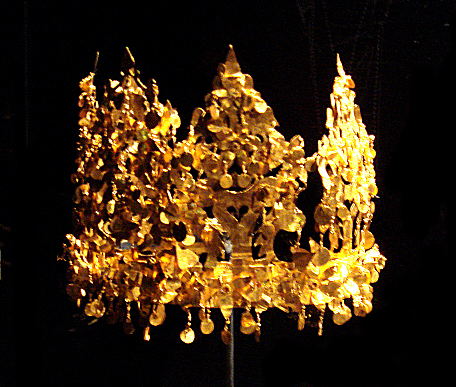
Corona del encontrada en Afganistán. Es muy similar a las coronas reales de Silla y a las de los pueblos siberianos

Respecto a la simbología de estas coronas, es muy difícil poder tener una idea detallada del significado de estos objetos por la ya mencionada falta de fuentes escritas de la época. Se cree que los objetos reales estaban relacionados con las creencias chamánicas del Reino de Silla, que fue el que más tiempo tardó de todos los demás reinos en adoptar el Budismo como religión oficial. El origen de muchas de estas creencias puede estar relacionado con la religión de los pueblos siberianos y centro-asiáticos.

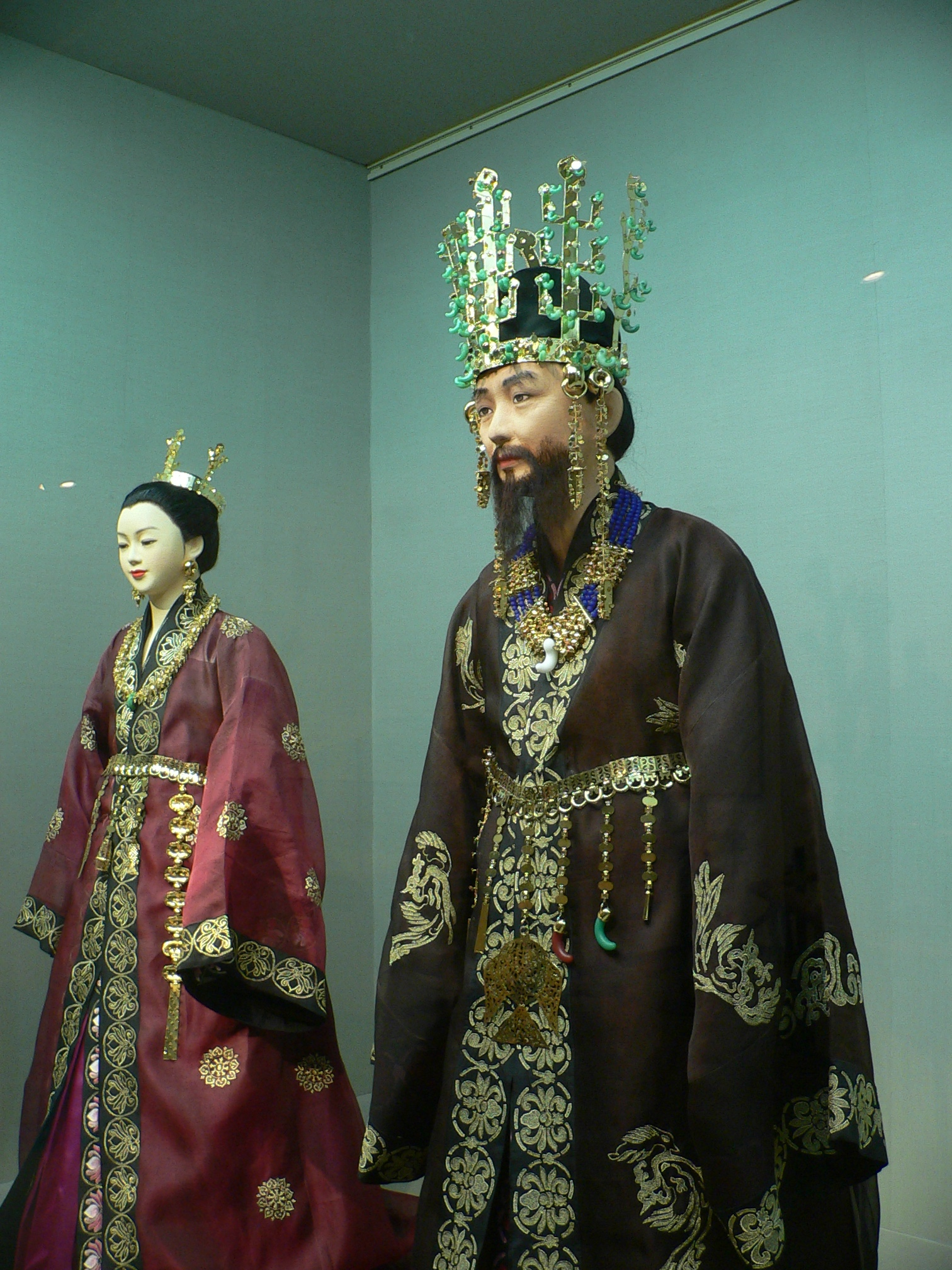
Posible reconstrucción de cómo podrían haber sido llevadas las coronas por parte de la realeza de Silla

Una teoría cree que la corona de tres puntas, la más conocida, representaba un árbol sagrado que se encontraba en el recinto sagrado de Geumseong. Este árbol sagrado fue concebido como el "árbol mundial", o un axis mundi que conectaba el cielo y la tierra. Según otra teoría, las “ramas” de la corona son escaleras que conducen al cielo, uniendo a dioses y hombres.
La corona de cuernos de ciervo representa a esta parte de un animal que fue muy importante en la cultura coreana y de otros pueblos del norte del Mar Caspio y de Mongolia. En el caso de Corea, los ciervos se sacrificaban para asegurar buenas cosechas y se pensó que eran criaturas de belleza y poder, como lo demuestra la escultura de bronce de una cabeza de ciervo que data del siglo I d. C. encontrada en Yongch’on.
Algunas coronas tienen motivos ornamentales en forma de plumas o alas de pájaros. Esto sugiere la importancia de las aves en la cultura de Silla, un hecho corroborado por los registros chinos como el Sanguozhi (三國志) o Registros de los Tres Reinos, compilado en el siglo III d. C. y que narra que las culturas anteriores al reino de Silla enterraron alas de pájaros con sus muertos. En el chamanismo, que prevaleció a principios de Corea, las alas están asociadas con el poder en el mundo espiritual. Por esta razón, algunos estudiosos sugieren que las piezas en forma de ciervo en la diadema de la corona también son plumas estilizadas de aves.
De muchas de estas coronas cuelgan unos objetos de jade en forma de coma llamados gogok, que son muy similares a los magatama (勾玉) del Japón Antiguo, lo que probablemente dé testimonio de la comunicación de los dos países en su historia antigua. Sobre su posible significado, se cree que de aquellas se consideraba que el jade era la fruta que crecía de un árbol que se tradujo en el nacimiento de la vida y la prosperidad de los descendientes.
Por último, dado que las coronas de tres puntas eran muy similares a las chamánicas siberianas, basándose en las coronas de oro, así como en las cámaras funerarias enterradas bajo un túmulo de piedras, se cree que la clase gobernante de Silla provenía del norte.
A partir del siglo VII, estas coronas se dejaron de usar, probablemente por una mayor difusión del Budismo en toda la sociedad.